# David Redfern
David Redfern (Ashbourne (Derbyshire), 7 de junio de 1936 – Uzès, 22 de octubre de 2014) fue un fotógrafo británico especialiado fotografía musical. Trabajó como fotógrafo durante 45 años y obtuvo más de 10.000 fotos en su colección incluyendo fotos de Beatles y Jimi Hendrix. En 1999 publicó un libro sobre su vida llamado The Unclosed Eye.

## Biografía
Redfern empezó su carrera como fotógrafo de festivales de jazz como el the Beaulieu Jazz Festival in Beaulieu (Hampshire). Fue asiduo del Marquee Club y del Ronnie Scott's Jazz Club de la década de los 60, donde fotografió a músicos como Miles Davis y Ella Fitzgerald. Buddy Rich dijo, "Es el Cartier-Bresson del jazz." En los 60, Redfern fue el fotógrafo habitual en el show de TV Ready Steady Go!, y de la gira británica de los artistas de la Motown como Stevie Wonder, los Four Tops, Martha and the Vandellas, Smokey Robinson and the Miracles y Marvin Gaye. Redfern también fotografió a los Beatles durante el rodaje del Magical Mystery Tour en 1967.
En 1980, Refern se convierte en fotógrafo de gira de Frank Sinatra. Redfern estableció su agencia fotográfica donde agrupaba todo su trabajo y el de 400 fotógrafos especializados en música. Redfern vendió su agencia a Getty Images en 2008.
Redfern murió de cáncer a la edad de 78 años en su casa de Uzès, Francia.

## Libros
- The Unclosed Eye: The Music Photography of David Redfern. Londres: Sanctuary Publishing Limited, 1999). ISBN 1-86074-255-6.
- The Unclosed Eye: The Music Photography of David Redfern, Segunda edición extendida. Autopublicada, 2005. ISBN 0-9550718-0-1.